# Rântaș

Le rântaș est une sauce roumaine à base d'huile et de farine grillée. On peut rajouter des oignons émincés dans la recette, qui devient ainsi rântaș de ceapa.
Cette sauce entre dans la composition de certaines ciorbă et dans les sarmale.
Le rântaș est dangereux pour la santé, car il contient deux substances nocives pour l'organisme, l'acroléine et l'acrylamide.
Une recette similaire existe en Slovénie, appelée ajmpren.